# Lesní plášť

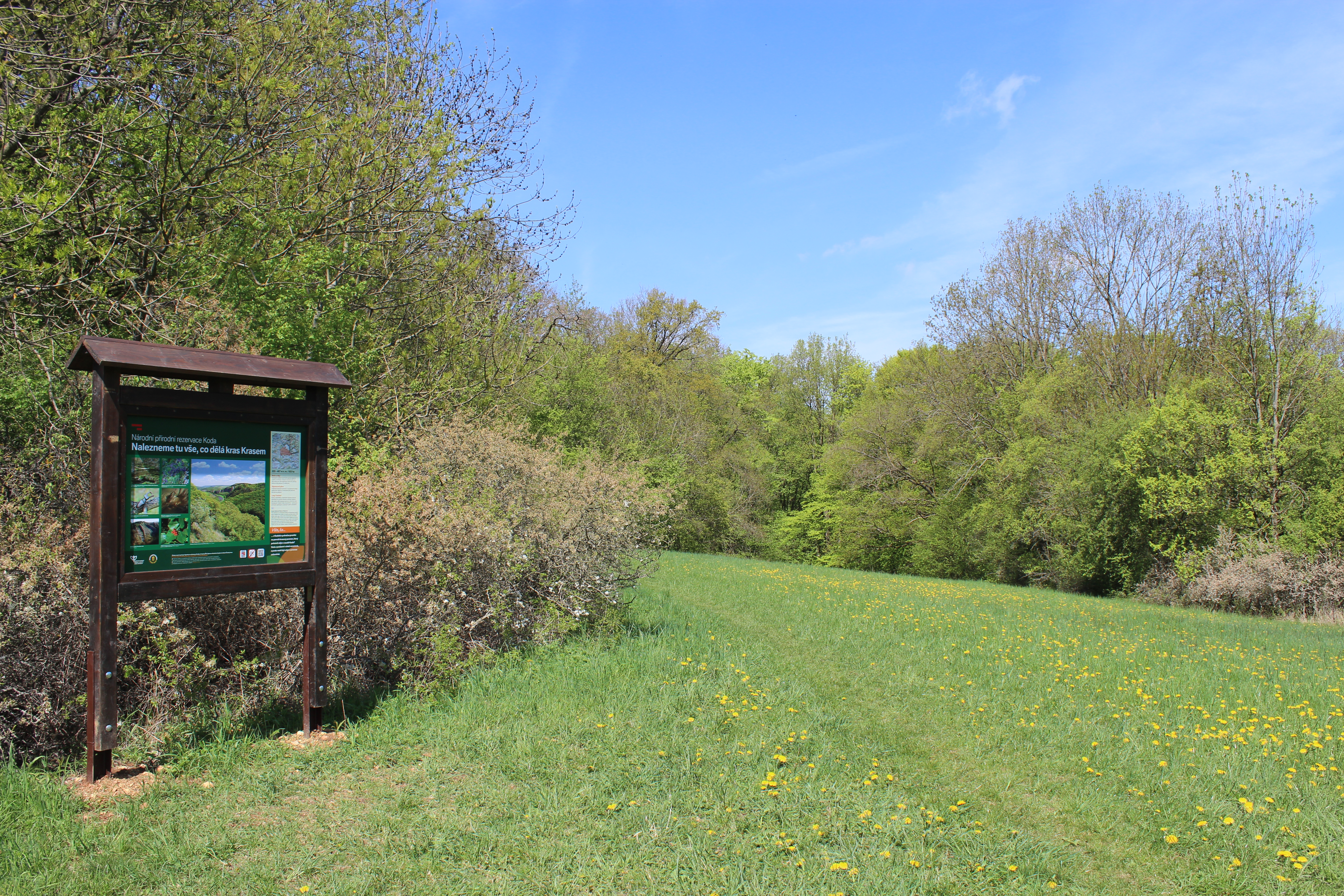
Lesní plášť z hustě zapojených trnek a dalších keřů

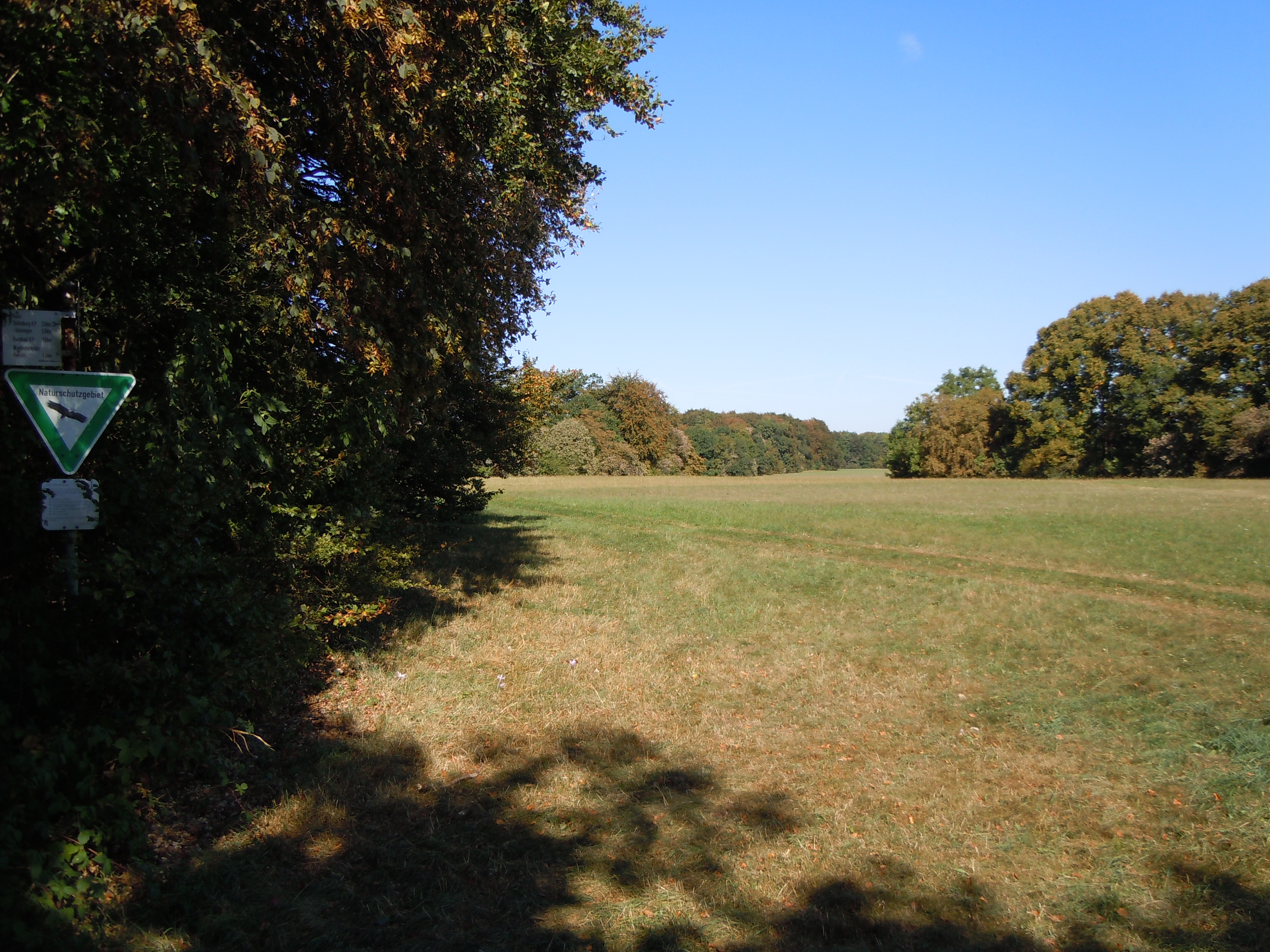
Lesní plášť z hluboce zavětvených stromů

Lesní plášť je druh liniového dřevinného biotopu na okraji lesa. Je tvořený převážně vyššími křovinami a hustě zavětvenými okrajovými stromy lesa. Může nabývat různé hustoty zapojení a rozdílné prostupnosti. Lze také rozlišovat plášť vnější, tvořený předsunutou hradbou expandujících keřů mimo vlastní interiér lesa, a plášť vnitřní, který vzniká vzájemným průnikem stromového a keřového patra na okraji lesního interiéru. Na lesní plášť může dále po okrajích navazovat lesní lem – bylinné společenstvo tvořené převážně širokolistými, často nápadně kvetoucími bylinami.

## Charakteristika
Ve stromovém patře je lesní plášť tvořen převážně jednostranně a hluboce (někdy až k zemi) zavětvenými stromy, mezi nimiž se mohou vyskytovat běžné lesní dřeviny, ale často převládají světlomilné dřeviny jako duby, babyka nebo menší ovocné stromy jako jabloň lesní, hrušeň polnička, třešeň ptačí nebo různé druhy slivoní. Velmi cennou plášťovou dřevinou je zejména dub pro své pevné kořenové zakotvení, dlouhověkost, mohutné zavětvení a celkovou odolnost. Lesním okrajem probíhá ostrý gradient klimatologických a ekologických prvků, proto jsou plášťové stromy vystaveny působení silného stresu; dobře vytvořený lesní plášť ze zdravých, hluboko zakořeněných stromů tak patří k nejcennějším prvkům porostu.
Kromě stromů může být lesní plášť dále tvořen také více či méně zapojenými porosty keřů (v českých podmínkách převážně ze svazu Berberidion vulgaris, například hlohy, trnkami, ptačím zobem nebo vyššími růžemi, na vlhčích místech střemchou). Některé keřovité porosty mohou být vertikálně rozčleněny i na dvě či více pater.

## Význam
Lesní lemy a pláště jsou přirozenou ochrannou zónou pro množství živočichů, zejména ptáků, kteří zde hnízdí či hledají potravu, a také hmyzu. Typickými specialisty na lesní okraje jsou například krutihlav obecný nebo strnad obecný.
Dobře vyvinutý lesní plášť chrání lesní porost před nepříznivými povětrnostními a klimatickými vlivy, především silnými bořivými větry a slunečním úpalem, ale též proti větrným a sněhovým polomům, námraze a ledovce, vysoušení, mrazu, vysoké teplotě, ohni, plynným a prašným imisím, lavinám, nárazovým vlnám škodlivého hmyzu a houbových chorob. Na tvorbu lesních plášťů dohlíží i lesnický zákon a legislativa, který při pěstování lesů vyžaduje pomocí pěstebních a výchovných opatření vytvářet porostní pláště v daných rozměrech.